# Executive Target
Executive Target, im deutschen Fernsehen als The Stuntdriver bekannt, ist ein von Joseph Merhi gedrehter Actionfilm aus dem Jahre 1997.

## Handlung
Nick James ist ein Fahrer, der gefährliche Stunts durchführt. Er wird verhaftet und zum Gefängnis verurteilt.
Eine Gruppe von Militärs und Industriellen unterstützte Terroristen unter der Führung von Lamar befreien Nick, als er mit dem Gefängnisbus verlegt wird. Sie wollen, dass Nick bei der Entführung des US-Präsidenten Carlson, bei der ein Verkehrsunfall vorgetäuscht wird, hilft. Damit Nick kooperiert, entführen sie seine Frau Nadia.
Carlson wird entführt, aber Nick besinnt sich zum Patriotismus und setzt sich für seinen Präsidenten ein.

## Kritiken
- Der Actionfilm sei eine "grob entwickelte Geschichte, die in erster Linie auf die übersteigerten Autocrash- und Verfolgungssequenzen hin inszeniert" sei. Er erzeuge keine Spannung. (Lexikon des internationalen Films[1])
- Das einzige Ziel des Films sei die Unterhaltung der Actionfans. Er ahme die bekanntesten Blockbuster der Mitte der 90er Jahre nach. Die Schauspieler wirken so, als ob das "Rezitieren" der "doofen" Dialoge sie überfordern würde. (Quelle)

## Sonstiges
Zu den Drehorten gehört das Hotel Inter-Continental in Los Angeles.